# 城关镇 (保康县)
城关镇，是中华人民共和国湖北省襄阳市保康县下辖的一个乡镇级行政单位。

## 行政区划
城关镇下辖以下地区：
光千社区、新街社区、河西社区、王湾社区、城南社区、三溪沟村、东坡村、堰塘村、三道峡村、小沟村、云溪沟村、土门村、孙家湾村、黄土岭村、九皇山村、白果园村、管驿村、螺丝沟村、金盘洞村、朱家厂村、陈家河村、刘家坪村、长坪村、郭家庄村和凤皇山村。